# PDC Pro Tour 2017
Die PDC Pro Tour 2017 beinhaltet eine Serie von Dartturnieren der PDC, die größtenteils nicht im TV übertragen werden. 2017 finden für die Profis 22 Players Championships, sechs UK Open Qualifiers und zwölf European Tour Events statt. Insgesamt werden somit 40 Turniere gespielt. Diese Turniere werden auch bei der Berechnung der PDC Pro Tour Order of Merit berücksichtigt.

## Preisgelder
| Runde              | UK Open Qualifiers | Players Championships | European Tour Events |
| ------------------ | ------------------ | --------------------- | -------------------- |
| Sieg               | £ 10.000           | £ 10.000              | £ 25.000             |
| Finale             | £ 5.000            | £ 6.000               | £ 10.000             |
| Halbfinale         | £ 2.500            | £ 3.000               | £ 6.000              |
| Viertelfinale      | £ 1.500            | £ 2.250               | £ 4.000              |
| Achtelfinale       | £ 1.000            | £ 1.500               | £ 3.000              |
| 3. Runde (Last 32) | £ 750              | £ 1.000               | £ 2.000              |
| 2. Runde (Last 64) | £ 250              | £ 500                 | £ 1.000              |
| Total              | £ 60.000           | £ 75.000              | £ 135.000            |

## PDC Pro Tour Card
Um die PDC Pro Tour spielen zu dürfen, muss man über eine Tour Card verfügen, die zwei Jahre gültig ist. Diese berechtigt an der Teilnahme an allen Pro-Tour-Turnieren.
Insgesamt werden 128 Tour Cards vergeben:
- (64) – Top 64 der PDC Order of Merit nach der PDC-Weltmeisterschaft 2017
- (28) – 28 von 34 Qualifikanten der PDC Qualifying School 2016, die nicht bereits in den Top 64 der Order of Merit waren.
- (2) – Die zwei besten Spieler der PDC Challenge Tour 2016 (Rob Cross und Ryan Searle)
- (2) – Die zwei besten Spieler der PDC Development Tour 2016 (Dean Reynolds und Ross Twell)
- (2) – Die zwei besten Spieler der PDC Challenge Tour 2015 (Jan Dekker 1und Richie Corner)
- (2) – Die zwei besten Spieler der PDC Development Tour 2015 (Mike de Decker und Bradley Kirk 2)
- (1) – Der Gewinner der Scandinavian Order of Merit[1] (Kim Viljanen)
- (16) – Die 16 Qualifikanten der PDC Qualifying School 2016[2]
- (14) – Die Top 14 der Q-School Order of Merit

### PDC Qualifying School 2017
Die PDC Qualifying School 2017 wurde vom 19. bis 22. Januar 2017 ausgespielt.
- Qualifying School 2017:

| Tag 1 – 19. Januar                               | Tag 2 – 20. Januar                                       | Tag 3 – 21. Januar                                 | Tag 4 – 22. Januar                                            |
| ------------------------------------------------ | -------------------------------------------------------- | -------------------------------------------------- | ------------------------------------------------------------- |
| Prakash Jiwa Lee Bryant Stephen Burton Jim Brown | Maik Langendorf Richard North Ritchie Edhouse Royden Lam | John Part Richie Burnett Scott Taylor Steve Lennon | Martin Schindler Kirk Shepherd Antonio Alcinas Paul Nicholson |

- Qualifying School 2017 Order of Merit Top 14:

| Platz | Spieler          |
| ----- | ---------------- |
| 1     | Jamie Bain       |
| 2     | Jimmy Hendriks   |
| 3     | Ronnie Baxter    |
| 4     | Steve Hine       |
| 5     | Sven Groen       |
| 6     | Paul Rowley      |
| 7     | Scott Darbyshire |
| 8     | Michael Mansell  |
| 9     | Chris Quantock   |
| 10    | John Norman Jnr  |
| 11    | Darren Johnson   |
| 12    | Madars Razma     |

## Players Championships
| Nr. | Datum      | Austragungsort | Sieger             | Ergebnis | Finalist          |
| --- | ---------- | -------------- | ------------------ | -------- | ----------------- |
| 1   | 25.02.2017 | Barnsley       | Alan Norris        | 6 : 1    | Peter Jacques     |
| 2   | 26.02.2017 | Barnsley       | Gary Anderson      | 6 : 1    | Peter Wright      |
| 3   | 11.03.2017 | Barnsley       | Rob Cross          | 6 : 5    | Mervyn King       |
| 4   | 12.03.2017 | Barnsley       | Simon Whitlock     | 6 : 3    | Darren Johnson    |
| 5   | 01.04.2017 | Milton Keynes  | Adrian Lewis       | 6 : 3    | Dave Chisnall     |
| 6   | 02.04.2017 | Milton Keynes  | Michael van Gerwen | 6 : 1    | Peter Wright      |
| 7   | 08.04.2017 | Barnsley       | Daryl Gurney       | 6 : 3    | Kim Huybrechts    |
| 8   | 09.04.2017 | Barnsley       | Joe Cullen         | 6 : 5    | Daryl Gurney      |
| 9   | 29.04.2017 | Wigan          | Michael van Gerwen | 6 : 2    | Robert Thornton   |
| 10  | 30.04.2017 | Wigan          | Gary Anderson      | 6 : 3    | Peter Wright      |
| 11  | 20.05.2017 | Milton Keynes  | Peter Wright       | 6 : 3    | Daryl Gurney      |
| 12  | 21.05.2017 | Milton Keynes  | Rob Cross          | 6 : 5    | Ian White         |
| 13  | 17.06.2017 | Wigan          | Steve Beaton       | 6 : 3    | Gary Anderson     |
| 14  | 18.06.2017 | Wigan          | Gary Anderson      | 6 : 1    | Ian White         |
| 15  | 08.07.2017 | Barnsley       | Darren Webster     | 6 : 1    | Daryl Gurney      |
| 16  | 09.07.2017 | Barnsley       | Joe Cullen         | 6 : 4    | Zoran Lerchbacher |
| 17  | 05.08.2017 | Barnsley       | Kyle Anderson      | 6 : 2    | Kevin Painter     |
| 18  | 06.08.2017 | Barnsley       | Dave Chisnall      | 6 : 5    | Richard North     |
| 19  | 29.09.2017 | Dublin         | Rob Cross          | 6 : 2    | Peter Wright      |
| 20  | 30.09.2017 | Dublin         | Mensur Suljović    | 6 : 4    | Stephen Bunting   |
| 21  | 10.10.2017 | Barnsley       | Rob Cross          | 6 : 2    | Adrian Lewis      |
| 22  | 11.10.2017 | Barnsley       | Jonny Clayton      | 6 : 1    | James Wilson      |

## European Tour Events
| Nr. | Datum             | Event                     | Austragungsort | Sieger                    | Ergebnis | Finalist                 |
| --- | ----------------- | ------------------------- | -------------- | ------------------------- | -------- | ------------------------ |
| 1   | 24.–26. März      | German Darts Championship | Hildesheim     | Peter Wright 95,36        | 6 : 3    | Michael van Gerwen 93,29 |
| 2   | 15.–17. April     | German Darts Masters      | Jena           | Michael van Gerwen 107,33 | 6 : 2    | Jelle Klaasen 98,29      |
| 3   | 21.–23. April     | German Darts Open         | Saarbrücken    | Peter Wright 97,49        | 6 : 5    | Benito van de Pas 110,46 |
| 4   | 5.–7. Mai         | European Darts Grand Prix | Sindelfingen   | Peter Wright 104,86       | 6 : 0    | Michael van Gerwen 99,56 |
| 5   | 12.–14. Mai       | Gibraltar Darts Trophy    | Gibraltar      | Michael Smith 96,33       | 6 : 4    | Mensur Suljović 99,00    |
| 6   | 9.–11. Juni       | European Darts Matchplay  | Hamburg        | Michael van Gerwen 102,05 | 6 : 3    | Mensur Suljović 106,26   |
| 7   | 23.–25. Juni      | Austrian Darts Open       | Schwechat      | Michael van Gerwen 105,16 | 6 : 5    | Michael Smith 101,01     |
| 8   | 30. Juni–2. Juli  | European Darts Open       | Leverkusen     | Peter Wright 103,07       | 6 : 2    | Mervyn King 92,42        |
| 9   | 1.–3. September   | Dutch Darts Masters       | Sindelfingen   | Michael van Gerwen 99,59  | 6 : 1    | Steve Beaton 98,54       |
| 10  | 8.–10. September  | German Darts Grand Prix   | Mannheim       | Michael van Gerwen 111,00 | 6 : 3    | Rob Cross 93,38          |
| 11  | 22.–24. September | International Darts Open  | Riesa          | Peter Wright 102,65       | 6 : 5    | Kim Huybrechts 92,44     |
| 12  | 13.–15. Oktober   | European Darts Trophy     | Göttingen      | Michael van Gerwen 96,70  | 6 : 4    | Rob Cross 93,23          |

## UK Open Qualifiers
| Nr. | Datum      | Austragungsort | Sieger             | Ergebnis | Finalist         |
| --- | ---------- | -------------- | ------------------ | -------- | ---------------- |
| 1   | 03.02.2017 | Wigan          | Peter Wright       | 6 : 4    | Adrian Lewis     |
| 2   | 04.02.2017 | Wigan          | Simon Whitlock     | 6 : 4    | Gary Anderson    |
| 3   | 05.02.2017 | Wigan          | Peter Wright       | 6 : 5    | Michael Smith    |
| 4   | 10.02.2017 | Wigan          | Michael van Gerwen | 6 : 3    | Gary Anderson    |
| 5   | 11.02.2017 | Wigan          | Simon Whitlock     | 6 : 3    | Ronny Huybrechts |
| 6   | 12.02.2017 | Wigan          | Peter Wright       | 6 : 3    | James Wade       |

## Secondary Tour Events

### PDC Challenge Tour
| Nr. | Datum      | Austragungsort | Sieger           | Ergebnis | Finalist           |
| --- | ---------- | -------------- | ---------------- | -------- | ------------------ |
| 1   | 25.03.2017 | Milton Keynes  | Aaron Dyer       | 5 : 1    | Mark Frost         |
| 2   | 25.03.2017 | Milton Keynes  | Paul Milford     | 5 : 0    | Martin Lukeman     |
| 3   | 26.03.2017 | Milton Keynes  | Lee Evans        | 5 : 4    | Kevin Dowling      |
| 4   | 26.03.2017 | Milton Keynes  | Aaron Dyer       | 5 : 2    | Mark Wilson        |
| 5   | 15.04.2017 | Barnsley       | Ryan Harrington  | 5 : 2    | Mark Frost         |
| 6   | 15.04.2017 | Barnsley       | Wayne Jones      | 5 : 1    | Jason Wilson       |
| 7   | 16.04.2017 | Barnsley       | Mark Dudbridge   | 5 : 2    | Alan Tabern        |
| 8   | 16.04.2017 | Barnsley       | Wayne Jones      | 5 : 2    | Jay Foreman        |
| 9   | 13.05.2017 | Milton Keynes  | Nathan Aspinall  | 5 : 1    | Radosław Szagański |
| 10  | 13.05.2017 | Milton Keynes  | Robert Rickwood  | 5 : 3    | Jason Wilson       |
| 11  | 14.05.2017 | Milton Keynes  | Peter Jacques    | 5 : 4    | Wayne Jones        |
| 12  | 14.05.2017 | Milton Keynes  | Luke Humphries   | 5 : 4    | Andy Smith         |
| 13  | 10.06.2017 | Milton Keynes  | Warrick Scheffer | 5 : 3    | Mark Dudbridge     |
| 14  | 10.06.2017 | Milton Keynes  | Kevin McDine     | 5 : 4    | Luke Humphries     |
| 15  | 11.06.2017 | Milton Keynes  | Mark Dudbridge   | 5 : 4    | Kevin Edwards      |
| 16  | 11.06.2017 | Milton Keynes  | Matthew Edgar    | 5 : 2    | Barrie Bates       |
| 17  | 09.09.2017 | Wigan          | Peter Jacques    | 5 : 2    | Wayne Jones        |
| 18  | 09.09.2017 | Wigan          | Nick Fullwell    | 5 : 4    | Kevin Edwards      |
| 19  | 10.09.2017 | Wigan          | Wayne Jones      | 5 : 3    | Stuart Kellett     |
| 20  | 10.09.2017 | Wigan          | Alan Tabern      | 5 : 3    | Adam Smith-Neale   |

### PDC Development Tour
| Nr. | Datum      | Austragungsort | Sieger                | Ergebnis | Finalist              |
| --- | ---------- | -------------- | --------------------- | -------- | --------------------- |
| 1   | 18.02.2017 | Wigan          | Luke Humphries        | 5 : 1    | Dawson Murschell      |
| 2   | 18.02.2017 | Wigan          | Dimitri Van den Bergh | 5 : 2    | Kenny Neyens          |
| 3   | 19.02.2017 | Wigan          | Ryan Meikle           | 5 : 1    | Harry Ward            |
| 4   | 19.02.2017 | Wigan          | Luke Humphries        | 5 : 2    | Kenny Neyens          |
| 5   | 18.03.2017 | Wigan          | Kenny Neyens          | 5 : 4    | Adam Hunt             |
| 6   | 18.03.2017 | Wigan          | Dimitri Van den Bergh | 5 : 2    | Adam Hunt             |
| 7   | 19.03.2017 | Wigan          | Adam Hunt             | 5 : 3    | Stephen Rosney        |
| 8   | 19.03.2017 | Wigan          | Steve Lennon          | 5 : 3    | Ted Evetts            |
| 9   | 27.05.2017 | Hildesheim     | Luke Humphries        | 5 : 1    | Dimitri Van den Bergh |
| 10  | 27.05.2017 | Hildesheim     | Mike van Duivenbode   | 5 : 0    | Adam Hunt             |
| 11  | 28.05.2017 | Hildesheim     | Jeffrey de Zwaan      | 5 : 2    | Adam Smith-Neale      |
| 12  | 28.05.2017 | Hildesheim     | Rusty-Jake Rodriguez  | 5 : 1    | Harry Ward            |
| 13  | 16.09.2017 | Barnsley       | Dimitri Van den Bergh | 5 : 4    | Rhys Griffin          |
| 14  | 16.09.2017 | Barnsley       | Mike van Duivenbode   | 5 : 3    | Dimitri Van den Bergh |
| 15  | 17.09.2017 | Barnsley       | Martin Schindler      | 5 : 2    | Justin van Tergouw    |
| 16  | 17.09.2017 | Barnsley       | Luke Humphries        | 5 : 1    | Ryan Meikle           |
| 17  | 04.11.2017 | Wigan          | Mike De Decker        | 5 : 3    | Kurt Parry            |
| 18  | 04.11.2017 | Wigan          | Ted Evetts            | 5 : 2    | Rowby-John Rodriguez  |
| 19  | 05.11.2017 | Wigan          | Rowby-John Rodriguez  | 5 : 4    | Luke Humphries        |
| 20  | 05.11.2017 | Wigan          | Luke Humphries        | 5 : 3    | Jake Jones            |

## Non-UK Affiliate Tours

### Professional Darts Corporation Baltic & Nordic Pro Tour
Die ehemalige Skandinavien Pro Tour wurde 2017 umbenannt in Professional Darts Corporation Baltic & Nordic Pro Tour.
Die ersten beiden der Rangliste dieser Tour qualifizieren sich für die Vorrunde der Weltmeisterschaft 2018.
| Spiel | Datum      | Austragungsort | Sieger         | Ergebnis | Finalist       |
| ----- | ---------- | -------------- | -------------- | -------- | -------------- |
| 1     | 18.02.2017 | Kopenhagen     | Kim Viljanen   | 6 : 2    | Magnus Caris   |
| 2     | 19.02.2017 | Kopenhagen     | Kim Viljanen   | 6 : 0    | Marko Kantele  |
| 3     | 18.03.2017 | Göteborg       | Kim Viljanen   | 6 : 1    | Daniel Larsson |
| 4     | 19.03.2017 | Göteborg       | Kim Viljanen   | 6 : 3    | Ricky Naumann  |
| 5     | 20.05.2017 | Oslo           | Dennis Nilsson | 6 : 3    | Per Laursen    |
| 6     | 21.05.2017 | Oslo           | Marko Kantele  | 6 : 5    | Per Laursen    |
| 7     | 12.08.2017 | Helsinki       | Kim Viljanen   | 6 : 0    | Magnus Caris   |
| 8     | 13.08.2017 | Helsinki       | Marko Kantele  | 6 : 4    | Cor Dekker     |
| 9     | 04.11.2017 | Riga           | Kim Viljanen   | 6 : 2    | Marko Kantele  |
| 10    | 05.11.2017 | Riga           | Kim Viljanen   | 6 : 2    | Ulf Ceder      |

### Australian Grand Prix Tour
Spielberechtigt sind alle Spieler aus dem Raum Ozeanien, Neuseeland und Australien. Der Sieger der Grand Prix Tour erhält automatisch einen Startplatz in der Vorrunde für die PDC-Weltmeisterschaft 2018.
| Turnier | Datum      | Sieger          | Ergebnis | Finalist       |
| ------- | ---------- | --------------- | -------- | -------------- |
| 1       | 04.02.2017 | Cody Harris     | 6 : 4    | Corey Cadby    |
| 2       | 05.02.2017 | Corey Cadby     | 6 : 1    | John Weber     |
| 3       | 18.02.2017 | Lucas Cameron   | 6 : 2    | Corey Cadby    |
| 4       | 19.02.2017 | Rhys Mathewson  | 6 : 5    | Lucas Cameron  |
| 5       | 11.03.2017 | Justin Thompson | 6 : 4    | John Weber     |
| 6       | 12.03.2017 | Rhys Mathewson  | 6 : 4    | Corey Cadby    |
| 7       | 25.03.2017 | Cody Harris     | 6 : 2    | Rhys Mathewson |
| 8       | 26.03.2017 | Corey Cadby     | 6 : 3    | Gordon Mathers |
| 9       | 08.04.2017 | Gordon Mathers  | 6 : 1    | Corey Cadby    |
| 10      | 09.04.2017 | Gordon Mathers  | 6 : 3    | Koha Kokiri    |
| 11      | 29.04.2017 | Cody Harris     | 6 : 2    | Gordon Mathers |
| 12      | 30.04.2017 | Justin Thompson | 6 : 5    | Rhys Mathewson |
| 13      | 13.05.2017 | Tic Bridge      | 6 : 4    | Gordon Mathers |
| 14      | 14.05.2017 | Gordon Mathers  | 6 : 4    | Corey Cadby    |
| 15      | 17.06.2017 | Corey Cadby     | 6 : 0    | Barry Gardner  |
| 16      | 18.06.2017 | Koha Kokiri     | 6 : 2    | Rhys Mathewson |

### EuroAsian Darts Corporation (EADC) Pro Tour
Die EADC Pro Tour umfasst sechs Turniere sowie ein finales Event im Rahmen der World Championship International Qualifier. Spielberechtigt sind Spieler aus dem Raum Osteuropa, Südosteuropa und Vorderasien. Der Sieger des Finalturniers erhält einen Startplatz für die PDC-Weltmeisterschaft 2018.
| Spiel | Datum      | Austragungsort | Sieger              | Ergebnis | Finalist            |
| ----- | ---------- | -------------- | ------------------- | -------- | ------------------- |
| 1     | 25.02.2017 | Moskau         | Boris Kolzow        | 6 : 2    | Jewgeni Isotow      |
| 2     | 26.02.2017 | Moskau         | Alexander Oreschkin | 6 : 3    | Boris Kolzow        |
| 3     | 25.03.2017 | Moskau         | Alexander Schewel   | 6 : 3    | Maxim Below         |
| 4     | 26.03.2017 | Moskau         | Roman Obuchow       | 6 : 3    | Alexander Oreschkin |
| 5     | 29.04.2017 | Moskau         | Jewgeni Isotow      | 6 : 5    | Alexander Oreschkin |
| 6     | 30.04.2017 | Moskau         | Boris Kolzow        | 6 : 0    | Alexander Oreschkin |

### PDPA World Championship Qualifier
Das Event ist ein Turnier für die direkte Qualifikation zur PDC-Weltmeisterschaft 2018. Der Sieger startet in der 1. Runde. Der Finalist und der Sieger des Spiels um Platz 3 erhalten einen Platz in der Vorrunde. Teilnehmen dürfen alle Spieler, die Associate Member sind, also Mitglieder der PDPA sind.
| Spiel | Datum                | Austragungsort | Sieger     | Ergebnis | Finalist      | Dritter Platz | Ergebnis | Vierter Platz  |
| ----- | -------------------- | -------------- | ---------- | -------- | ------------- | ------------- | -------- | -------------- |
| 1     | Montag, 27. November | Wigan          | Ted Evetts | 5 : 1    | Brendan Dolan | Jamie Lewis   | 5 : 3    | Chris Quantock |

### World Championship International Qualifier
Rund um die Welt fanden 15 Turniere statt, in denen man sich als Sieger einen Startplatz in der Vorrunde für die PDC-Weltmeisterschaft 2018 erspielen konnte.
| Datum      | Event                              | Sieger                | Ergebnis | Finalist           |
| ---------- | ---------------------------------- | --------------------- | -------- | ------------------ |
| 09.07.2017 | DPNZ Qualifier                     | Cody Harris           | 7 : 2    | Warren Parry       |
| 13.07.2017 | North American Championship        | Willard Bruguier      | 6 : 5    | Dave Richardson    |
| 10.09.2017 | PDJ Japanese Qualifier             | Seigo Asada           | 5 : 2    | Yuya Higuchi       |
| 23.09.2017 | Central/South American Qualifier   | Diogo Portela         | 6 : 1    | Alexandre Sattin   |
| 30.09.2017 | Eastern Europe Qualifier           | Alan Ljubić           | 6 : 2    | Krzysztof Kciuk    |
| 07.10.2017 | Tom Kirby Memorial Irish Matchplay | William O’Connor      | 6 : 4    | Jason Cullen       |
| 08.10.2017 | South & West Asia Qualifier        | Paul Lim              | 2 : 1    | Keshminder Jaswant |
| 21.10.2017 | Southern Europe Qualifier          | Toni Alcinas          | 6 : 5    | Jesús Noguera      |
| 22.10.2017 | Russian Qualifier                  | Alexander Oreschkin   | 3 : 1    | Boris Kolzow       |
| 28.10.2017 | North & East Asia Qualifier        | Kai Fan Leung         | 2 : 0    | Choi Min-seok      |
| 29.10.2017 | Oceanic Masters                    | Bernie Smith          | 6 : 5    | Tahuna Irwin       |
| 05.11.2017 | China Qualifier                    | Zong Xiaochen         | 2 : 1    | Yin Deng           |
| 18.11.2017 | Super League Darts                 | Kevin Münch           | 10 : 3   | Dragutin Horvat    |
| 19.11.2017 | Central Europe Qualifier           | Kenny Neyens          | 6 : 4    | Davyd Venken       |
| 26.11.2017 | PDC World Youth Championship       | Dimitri Van den Bergh | 6 : 3    | Josh Payne         |